# Corda vuota
Nella tecnica degli strumenti musicali cordofoni si indica come corda vuota una nota suonata facendo vibrare la corda nella sua interezza, senza essere interrotta dalle dita del musicista. A parità di altezza, la corda vuota ha un timbro differente rispetto alla stessa nota suonata diteggiata su un'altra corda, particolarmente accentuata negli strumenti senza tasti, come quelli della famiglia del violino.

## Viole da gamba
Nelle viole da gamba le corde vuote hanno un timbro leggermente diverso rispetto alle corrispondenti note diteggiate, ma la differenza è molto più contenuta rispetto agli strumenti senza tasti, in quanto una delle conseguenze dell'uso dei tasti è che anche il suono delle note diteggiate è più libero e si avvicina a quello delle corde vuote. Nelle intavolature per viola da gamba o per liuto le corde vuote erano solitamente indicate con la lettera a nell'intavolatura francese e 0 in quella italiana, mentre nell'intavolatura tedesca la lettera varia a seconda della corda, in quanto ogni intersezione corda-tasto è individuata da un simbolo differente.

## Famiglia del violino
Negli strumenti della famiglia del violino il suono delle corde vuote ha un timbro e una sonorità differenti rispetto alle corrispondenti note ottenute premendo la corda inferiore una quinta sopra. In particolare il mi del violino ha un suono molto tagliente e acido, e a partire dal XVIII secolo si è iniziato ad evitarne l'uso, particolarmente in orchestra, mentre in precedenza si faceva invece un uso più libero delle corde vuote. L'effetto è più evidente quando si fa uso di corde in metallo, introdotte nella prima metà del Novecento, mentre le corde in budello usate in precedenza hanno un suono meno tagliente. Un altro aspetto dell'uso delle corde vuote è il fatto che non possono essere vibrate, per cui se ne evita l'uso su note lunghe o in mezzo a note vibrate, in quanto andrebbero a spezzarne l'espressività.
L'uso delle corde vuote può essere richiesto dal compositore per ottenere un timbro diverso, oppure il loro suono può essere sfruttato per ottenere un effetto particolare, come il bariolage, quando una corda vuota viene alternata con una corda premuta. La brillantezza delle corde vuote è stata anche sfruttata in alcuni casi per aumentare il contrasto fra il solista e l'orchestra in generi come il concerto. A questo motivo si deve in parte la scordatura della parte di viola principale nella sinfonia concertante di Mozart, grazie alla quale può usare maggiormente le corde vuote; analogamente Paganini ha impiegato frequentemente questo espediente, ricorrendo anche alla scordatura, per aumentare la brillantezza e far risaltare ulteriormente la parte del violino solo rispetto all'orchestra nelle sue composizioni.
Nella notazione musicale le corde vuote sugli strumenti ad arco sono indicate con uno zero posto sopra o sotto la nota.